# Gerry Goffin
Gerald "Gerry" Goffin (Brooklyn, Nueva York, 11 de febrero de 1939-Los Ángeles, 19 de junio de 2014) fue un letrista estadounidense. Junto a su esposa Carole King, escribió numerosos éxitos internacionales de música pop a principios de los años 1960, incluidos los números 1, «Will You Love Me Tomorrow», «Take Good Care of My Baby», «The Loco-Motion» y «Go Away Little Girl».
Tras divorciarse de King, Goffin escribió para otros compositores como Barry Goldberg y Michael Masser, con quien escribió «Theme from Mahogany (Do You Know Where You're Going To)» y «Saving All My Love for You». Durante su carrera, 114 canciones de Goffin lograron entrar en las listas de éxitos Billboard Hot 100, incluidos 8 números 1. 72 de sus canciones entraron en las listas británicas. Goffin fue incluido en el Salón de la Fama del Rock and Roll junto a su esposa en 1990.

## Biografía

### Inicios
Goffin nació en Brooklyn, Nueva York y creció en el barrio de Queens. Durante su adolescencia trabajó para su abuelo, un peletero judío nacido en Rusia. Tras pasar un año en la Academia Naval de los Estados Unidos, estudió química en la Universidad de Queens.

### Relación con Carole King
En la Universidad conoció a Carol Klein, una compositora que firmaba sus canciones bajo el nombre artístico de Carole King. Juntos comenzaron una relación tanto sentimental como profesional, con Goffin escribiendo letras y King componiendo la música de las canciones. En agosto de 1959 contrajeron matrimonio, tras quedar King embarazada, él tenía 20 años, ella 17.  Goffin comenzó entonces a trabajar en una fábrica de productos químicos. En 1959 escribió la letra del sencillo de Carole King, "Oh Neil", la respuesta al tema  "Oh! Carol" de su amigo Neil Sedaka.  Goffin puso letra a la melodía creada por Sedaka y Howard Greenfield, quienes trabajaban para Don Kirshner en la compañía Aldon de Manhattan, la cara B del sencillo fue "A Very Special Boy", una composición de Goffin-King.  Aunque el disco no fue un éxito, sirvió para abrir las puertas de Aldon Music a la pareja, que se convirtieron así en compositores profesionales.
Goffin en un principio trabajó junto a otros escritores como Barry Mann y Jack Keller, pero pronto estableció con su esposa un exitoso tándem compositivo. El primer gran éxito profesional de la pareja fue "Will You Love Me Tomorrow". La canción fue grabada por the Shirelles y alcanzó el número 1 de las listas Billboard Hot 100 en enero de 1961.  Goffin y King formaron una de las parejas más exitosas de compositores de su época, con temas como "Take Good Care of My Baby" (para Bobby Vee), "Halfway to Paradise" (Tony Orlando, Billy Fury), "The Loco-Motion" (Little Eva, después Grand Funk Railroad y Kylie Minogue), "Go Away Little Girl" (Steve Lawrence, después Donny Osmond), "Don't Say Nothin' Bad (About My Baby)" (the Cookies), "It Might as Well Rain Until September" (Carole King), "One Fine Day" (the Chiffons), "Up on the Roof" (the Drifters), "I'm into Something Good" (Herman's Hermits,  Earl-Jean McCrea), "Don't Bring Me Down" (the Animals), "Oh No Not My Baby" (Maxine Brown, y después Rod Stewart), "Goin' Back" (Dusty Springfield, The Byrds), "(You Make Me Feel Like) A Natural Woman" (Aretha Franklin), y "Pleasant Valley Sunday" (the Monkees).  Goffin y King también escribieron numerosas canciones con el productor Phil Spector. En 1963, John Lennon dijo que Paul McCartney y él querían ser los "the Goffin-King de Inglaterra".
«Chains» –en español: «Cadenas»– es una canción compuesta por la pareja formada por Gerry Goffin y Carole King, de las oficinas del Brill Building, y posteriormente versionada por el grupo musical inglés de rock The Beatles, que la lanzó en el álbum Please Please Me en 1963. Esta canción fue la primera en ser interpretada por George Harrison, que estuvo acompañado en las armonías vocales por John Lennon y Paul McCartney.
En 1964, Goffin tuvo una hija con la cantante Jeanie Reavis. A pesar de ello, King permaneció con el todavía unos años, hasta su divorcio en 1969.  Goffin más tarde dijo en una entrevista para Vanity Fair que en aquella época el "quería ser un hippie—dejé crecer mi pelo—y Carole se lo tomó con más calma... y entonces comencé a tomar LSD y mescalina. Y Carole y yo comenzamos a distanciarnos porque ella sentía que debía de hacer las cosas por sí misma. Ella quería ser su propia letrista." Según las memorias de King, Goffin sufría una enfermedad mental a consecuencia del consumo de LSD, que eventualmente había tratado con litio y terapia de electrochoque y que fue diagnosticado de trastorno bipolar. El abuso de las drogas afectó a su salud y tuvo que ser internado durante un tiempo.

### Otras colaboraciones
Goffin ya había colaborado con otros compositores a principios de los 60, como Barry Mann ("Who Put the Bomp (in the Bomp, Bomp, Bomp)") y Jack Keller ("Run to Him").
Tras separarse de su esposa, Goffin publicó un álbum en solitario en 1973, It Ain't Exactly Entertainment, pero no tuvo éxito, así que comenzó a colaborar con otros compositores como Russ Titelman, Barry Goldberg y Michael Masser. El y Masser estuvieron nominados a los Premios Oscar en 1976 por el tema de la película Mahogany, interpretado por Diana Ross. También escribió "Saving All My Love for You", un éxito mundial de Whitney Houston, "Tonight, I Celebrate My Love" y "Nothing's Gonna Change My Love for You". Goffin y Masser recibieron también una nominación a los Globos de Oro por "So Sad the Song" de la película de 1976 de Gladys Knight, Pipe Dreams.
Goffin coescribió tres canciones para la banda sonora de Grace of My Heart, una película de 1996 cuya protagonista guarda ciertos paralelismos con la vida de Carole King.
Goffin y King fueron incluidos en el Salón de la Fama de los Compositores en 1987, y en el Salón de la Fama del Rock and Roll en 1990.

### Vida personal
Gerry Goffin estuvo casado con Carole King entre 1959 y 1969; tuvieron dos hijas, la también compositora Louise Goffin y Sherry Goffin Kondor.  Goffin también tuvo otra hija, Dawn, con Jeanie Reavis (Earl-Jean McCrea). A principios de los 70, se volvió a casar con Barbara Behling, con quien tuvo un hijo, Jesse Dean Goffin, en 1976. Se divorciaron a finales de la década. Goffin contrajo matrimonio a principios de los 80 con la compositora Ellen Minasian y tuvieron una hija, Lauren, nacida en 1984. Tras su tercer divorcio, contajo matrimonio con la actriz Michele Conaway (hermana de Jeff Conaway) en 1995.
Goffin falleció el 19 de junio de 2014 en Los Ángeles, California, a la edad de 75 años. Dejó, esposa, un hijo, cuatro hijas, y seis nietos.

### Homenajes
Al enterarse de su muerte, Carole King dijo ques Goffin había sido su primer amor y que había tenido un profundo impacto en su vida." También dijo que, "Sus palabras expresaron lo que mucha gente sentía pero no sabía cómo decir ... Gerry era un hombre bueno y una fuerza dinámica, cuyas palabras e influencia creativa resonarán para las generaciones venideras." Barry Goldberg, quien escribió muchas canciones con Goffin dijo "Gerry fue uno de los mejores letristas de todos los tiempos y mi verdadero hermano del alma."

## Discografía

### Sencillos y EP
- It's Not The Spotlight (1973), Adelphi Records Inc – AD-452
- Back Room Blood (The CD Single) (1996), Genes Records – GCD 4532

### Álbumes
- It Ain't Exactly Entertainment (1973), Adelphi Records Inc – AD4102 (double vinyl album)
- Back Room Blood (1996), Genes Records – GCD 4132
- It Ain't Exactly Entertainment Demo & Other Sessions (2010) Big Pink – BIG PINK 92 (CD, Album)

## Premios y distinciones
Premios Óscar
| Año  | Categoría              | Canción                                                   | Película | Resultado |
| ---- | ---------------------- | --------------------------------------------------------- | -------- | --------- |
| 1976 | Mejor canción original | «Theme from Mahogany (Do You Know Where You're Going To)» | Mahogany | Nominado  |